# Indu Balachandran
Indu (Indira) Balachandran ( 1958 ) es una botánica, y profesora india, que desarrolla actividades académicas como "Directora de Proyecto del Centro de Plantas Medicinales", Arya Vaidya Sala, Kottakkal.

## Algunas publicaciones
- Rema Shree A.B., K.V. Thushar, Indira Balachandran 2006. Micromorphological studies on tree turmeric (Coscinium fenestratum (Gaertn.) Colebr. leaf - A critically endangered medicinal plant. Phytomorphology, 56 (1&2) pp. 1-7
- Raghu A.V., Geetha S.P., Gerald Martin, Indira Balachandran, P.N. Ravindran 2006. Direct shoot organogenesis from leaf explants of Embelia ribes Burm.f. – a vulnerable medicinal plant. J. Forest Research, 11(1): 57-60
- Satheesh George, Tushar K.V., Udayan P.S., Indira Balachandran 2006. Seed germination and seedling vigour of Holostemma ada-kodien. J. Tropical Medicinal Plants, 7 (1): 83-86
- Sudhakar Raja S., K.P. Unnikrishnan, P.N. Ravindran, Indira Balachandran 2005. Determination of embelin in Embelia ribes and Embelia tsjeriam-cottam by HPLC. Indian J. Pharm. Sci., 67(5): 513-522
- Udayan, P.S., Satheesh George, K.V. Tushar, Indira Balachandran 2005. Medicinal Plants used by the Kaadar Tribes of Sholayar forest, Thrissur District, Kerala. Indian J. Traditional Knowledge, 4 (2): 159-163
- Gerald Martin, S.P. Geetha, A.V. Raghu, Indira Balachandran, P.N. Ravindran 2005. Micropropagation of Holarrhena pubescens. J. Tropical Medicinal Plants, 6(1): 111–115
- Udayan, P.S., K.V. Tushar, Satheesh George, Indira Balachandran 2004. Gymnema khandalense Santapau – A rare and little known endemic red listed medicinal plant from Nilakkal forest, near Sabarimala (Western Ghats), Patthanamthitta district of Kerala. Zoos’ Print, 19 (9): 1623-1624
- Sivarajan, V.V.; Indu Balachandran 1986. A new species of Thottea Rottb. (Aristolochiaceae) with notes on the identity of T. siliquosa (Lam.) Ding Hou. Ind. J. Forestry, 8: 265-268
- Sivarajan, V.V.; Indu Balachandran 1985. Cleistanthus sankunnianus, a new species of Euphorbiaceae from India. Kew Bulletin, 40 (1) 121-123
- Sivarajan, V.V.; Indu Balachandran 1983. A new species of Curcuma from Southern India. Notes RBG Edinburgh, 41 (2) 321-323
- V.V. Sivarajan, Indu Balachandran, Babu, A. A new species of Thottea Rottb. (Aristolochiaceae) with notes on the identity of Thottea siliquosa. Indian J. Forestry

### Libros
- V.V. Sivarajan, Indu Balachandran. 1994. Ayurvedic drugs and their plant sources. Ed. Oxford & IBH Pub. Co. 570 pp. ISBN 8120408284
- 2006. Kootariyathe. Ed. DC Books. 108 pp. ISBN 8124016607

## Honores
- Becaria National Merit, para el grado de M.Sc.
- Medalla de Oro JREIM por el mejor artículo científico presentado a la Primera Conferencia de Asia sobre Educación Farmacéutica, Industria de las Drogas, Singapur en 1988
- Becaria del Consejo Internacional de Ayurveda (F.I.C.A.), 1989
- Galardón Jóvenes Sobresalientes, de Kerala Jaycees, 1989
- Ph.D. supervisora en Ciencias Vegetales: Universidad Kannur
- La abreviatura «Balach.» se emplea para indicar a Indu Balachandran como autoridad en la descripción y clasificación científica de los vegetales.[1]